# Coco O.
Coco Maja Hastrup Karshøj (født 11. august 1987), bedre kendt som Coco O., er en en dansk sangerinde og sangskriver. Hun er den del af duoen Quadron sammen med producer Robin Hannibal, der begge har en fortid i gruppen Boom Clap Bachelors.
Coco O. har desuden internationalt samarbejdet med Tyler the Creator på albummene Wolf (2013), Cherry Bomb (2015), Vulfpeck på albummet Mr. Finish Line (2017) og på det Jay-Z-producerede soundtrack til Baz Luhrmanns filmatisering af Den store Gatsby (2013). Soundtracket opnåede en andenplads på Billboard 200, hvilket gør Coco O. til den danske kunstner, der har opnået den højeste position på hitlisten.
I 2019 deltog hun i sæson 16 af  Vild med dans, hvor hun dansede med den professionelle danser Morten Kjeldgaard. Parret dansede sig ind på en andenplads. 

## Diskografi

### Quadron
- Quadron (2009)
- Avalanche (2013)

### Coco O.
- It’s A Process (2021)